# Wie schön leuchtet der Morgenstern, BWV 1
Wie schön leuchtet der Morgenstern (BWV 1) (em português: Como brilha maravilhosamente a estrela da manhã), é uma cantata composta por Johann Sebastian Bach em Leipzig em 1725 para a festa da Anunciação da Virgem Maria, que ocorre anualmente em 25 de março, e, em seguida, executada pela primeira vez. Apesar da festa normalmente cair na Quaresma, que raramente é comemorada com música, em 25 de março de 1725 também foi Domingo de Ramos, para o qual Bach escreveu esta cantata.
As leituras prescritas para esse dia são Isaías 7: 10-16 e Lucas 1: 26-38.
O texto da cantata compreende as palavras do hino publicado por Philipp Nicolai em 1599 nos movimentos 1 e 6. A autoria dos versos 2 e 5 é desconhecida.
O tema do coral homônimo foi modificado por Nicolai, embora a pesquisa feita por CS Terry mostrou uma publicação anterior em pelo menos 61 anos.

## Estrutura
A peça foi escrita para Corne inglês, oboés da caccia, violino, viola e baixo contínuo, três solistas vocais (soprano, tenor e baixo) e coro.

## Movimentos
1. Coral: "Wie schön Morgenstern der leuchtet" para coro e instrumental tutti.
2. Recitativo: "Gottes wahrer Du und Marien Sohn" para tenor e baixo contínuo.
3. Aria: "Erfüllet, Flammen ihr göttlichen himmlischen" para soprano, oboés da caccia em uníssono, e continuo.
4. Recitativo: "Ein irdscher Glanz, leiblich ein Licht" para baixo e contínuo.
5. Aria: "Unser Mund und der Ton Saiten" para tenor, cordas e contínuo.
6. Coral: "Wie ich bin doch assim herzlich froh" para coro, soprano coloratura, corne inglês, oboé e violino, contralto coloratura, tenor coloratura e baixo contínuo[2]

## Texto
| 1. Wie schön leuchtet der Morgenstern Voll Gnad und Wahrheit von dem Herrn, Die süße Wurzel Jesse! Du Sohn Davids aus Jakobs Stamm, Mein König und mein Bräutigam, Hast mir mein Herz besessen, Lieblich, Freundlich, Schön und herrlich, groß und ehrlich, reich von Gaben, Hoch und sehr prächtig erhaben. 2. Du wahrer Gottes und Marien Sohn, Du König derer Auserwählten, Wie süß ist uns dies Lebenswort, Nach dem die ersten Väter schon So Jahr' als Tage zählten, Das Gabriel mit Freuden dort In Bethlehem verheißen! O Süßigkeit, o Himmelsbrot, Das weder Grab, Gefahr, noch Tod Aus unsern Herzen reißen. 3. Erfüllet, ihr himmlischen göttlichen Flammen, Die nach euch verlangende gläubige Brust! Die Seelen empfinden die kräftigsten Triebe Der brünstigsten Liebe Und schmecken auf Erden die himmlische Lust. | 4. Ein irdscher Glanz, ein leiblich Licht Rührt meine Seele nicht; Ein Freudenschein ist mir von Gott entstanden, Denn ein vollkommnes Gut, Des Heilands Leib und Blut, Ist zur Erquickung da. So muss uns ja Der überreiche Segen, Der uns von Ewigkeit bestimmt Und unser Glaube zu sich nimmt, Zum Dank und Preis bewegen. 5. Unser Mund und Ton der Saiten Sollen dir Für und für Dank und Opfer zubereiten. Herz und Sinnen sind erhoben, Lebenslang Mit Gesang, Großer König, dich zu loben. 6. Wie bin ich doch so herzlich froh, Dass mein Schatz ist das A und O, Der Anfang und das Ende; Er wird mich doch zu seinem Preis Aufnehmen in das Paradeis, Des klopf ich in die Hände. Amen! Komm, du schöne Freudenkrone, bleib nicht lange, Deiner wart ich mit Verlangen. |